# سیارک ۱۰۱۲۲
سیارک ۱۰۱۲۲ (به انگلیسی: 10122 Froding، نامگذاری:1993BC5) ده هزار و صد و بیست و دومین سیارک کشف شده‌است که در ۲۷ ژانویه ۱۹۹۳ کشف شد.
قدر مطلق سیارک برابر ۳۳٫۸ است.